# Угорсько-чехословацький договір (1968)
Угорсько-Чехословацький договір 1968 — договір між УНР і ЧССР про дружбу, співпрацю і взаємну допомогу, підписаний у Будапешті 14 червня 1968 року. З боку Угорщини договір підписав голова Угорського революційного робітничо-селянського уряду Ене Фок, з боку ЧССР головою уряду Олдржих Чернік. Укладено на 20 років.
В договорі підтверджувалась вірність цілям і принципам угорсько-чехословацького договору 1949 року. Відповідно до принципів соціалістичного інтернаціоналізму, на основі рівноправності, суверенітету, невтручання у внутрішні справи один одного сторони зобов'язалися ще більше зміцнювати різнобічну співпрацю і надавати одна одній братню допомогу, посилювати взаємовигідне економічне та науково-технічне співробітництво, розвивати співробітництво в рамках РЕВ і в різних галузях науки і культури.
Сторони домовилися інформувати один одного з усіх важливих міжнародних питань, сприяти зміцненню єдності соціалістичних країн, неухильно проводити політику мирного співіснування між країнами з різними громадськими системами, виступати за роззброєння, остаточну ліквідацію всіх форм колоніалізму і неоколоніалізму. Згідно з цілями та принципами Статуту ООН продовжувати прикладати зусилля з метою підтримання миру і безпеки, ослаблення міжнародної напруженості.
Сторони заявили, що Мюнхенська угода 1938 року разом з усіма наслідками, що випливають з неї, є з самого початку недійсною. Вони констатували, що однією з важливих попередніх умов європейської безпеки є непорушність існуючих європейських кордонів, і зобов'язалися відповідно до Варшавського договору 1955 року вживати всіх необхідних заходів для запобігання агресії з боку будь-якої сили мілітаризму і реваншизму, надавати одна одній всіляку допомогу, включаючи військову, і допомагати всіма наявними коштами у разі, якщо одна із сторін піддасться збройного нападу з боку будь-якої держави або групи держав.